# Horváth Arany
Horváth Arany (álneveː Pálffy Krisztina; Magyarózd, 1932. szeptember 17. – 2022. április 28.) erdélyi magyar szerkesztő, riporter, író. Horváth István leánya. Panek Kati anyja.

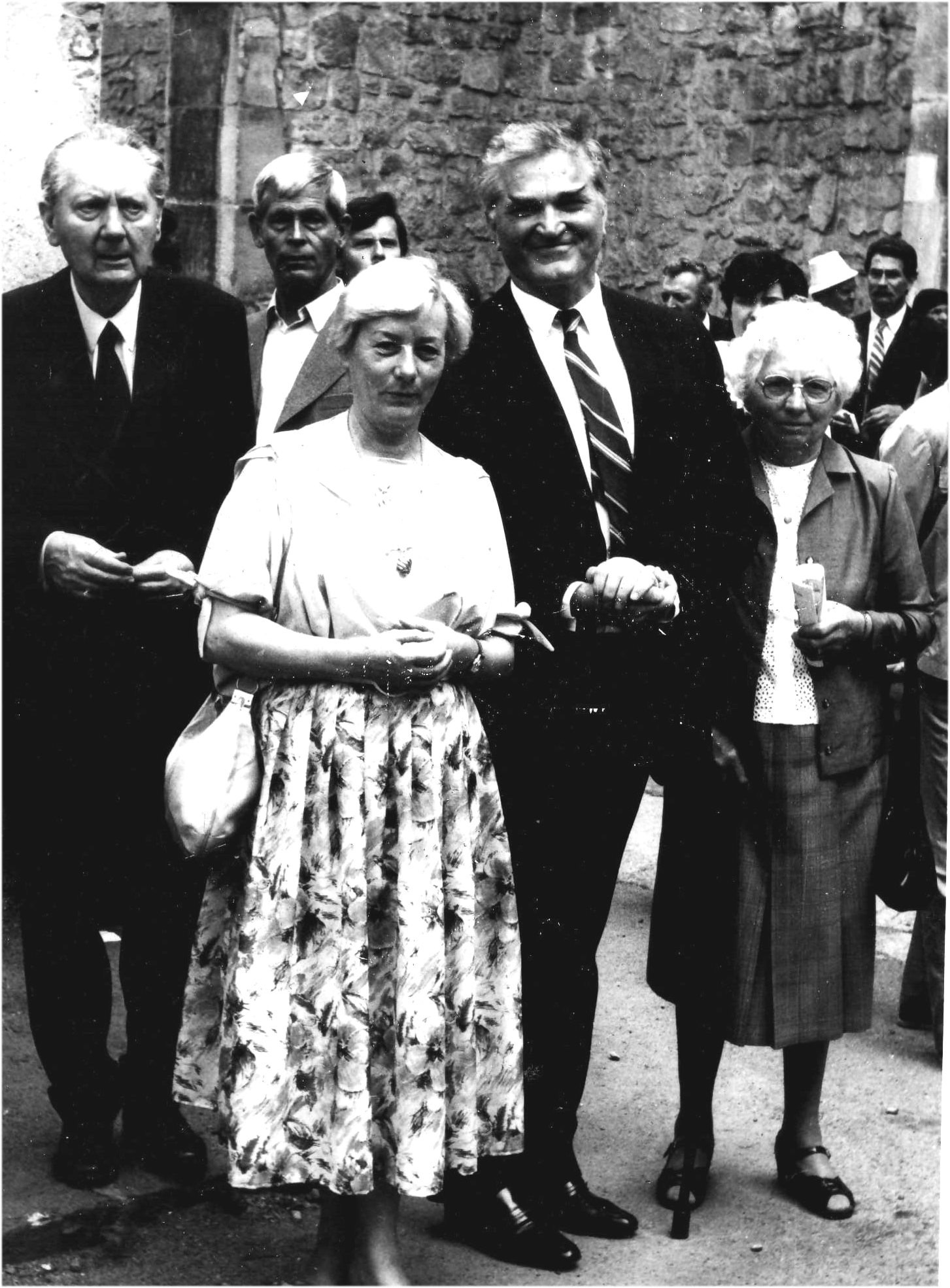
Horváth Arany Czine Mihály társaságában (jobb oldalon). Csomafáy Ferenc felvétele

## Életpályája
Kolozsvárt a Kereskedelmi Leánylíceumban érettségizett (1952), tanulmányait a marosvásárhelyi Szentgyörgyi István Színművészeti Főiskolán folytatta. Első írása 1953-ban az Utunkban jelent meg. 1964–1994 között a Művelődés kolozsvári szerkesztője, majd főszerkesztő-helyettese. Interjúit, publicisztikai írásait, társadalomrajzi riportjait a Dolgozó Nő, Új Élet, Igazság, A Hét közölte. Ajándékként magamnak és Ózdnak cím alatt édesapjára emlékezett.

## Művei
- Ember a havason (tévéjáték, 1978)
- Fába faragott balladák : falusi művelődési krónika / Horváth Arany. Megjelenés:  Bukarest : Polit. Kiadó, 1984.
- Csibi Istvánné Siklódi Márika: Pontot, vesszőt nem ismerek, de a szó mind igaz (szerk., életrajzi elbeszélés, Budapest, 1985)
- Kalodaének (ballada prózában, Budapest, 1993)
- Kökény a hóban (riportkönyv, Kolozsvár, 1995)
- Elrabolt méltóság (két kiadás, Kolozsvár, 1999)
- A csillagok nem álmodnak (Kolozsvár, 2002)
- Halálmadár szállott a kútgémre (Kolozsvár, 2008)
- Tenyérnyi ország; Tortoma, Barót, 2017

## Díjai
- Az Amerikai Erdélyi Szövetség életműdíja, 1992
- Márton Áron-emlékérem, 2001
- A MÚRE különdíja, 2007